# Museiänger
Museiänger (Anthrenus museorum) är en art i släktet mattbaggar i familjen ängrar. Den är en skalbagge, 2–3 millimeter lång och har på ovansidan ett mönster av mörka och ljusa fjäll. Den finns i stora delar av världen. Sommartid kan den ses i blommor, där den äter nektar och pollen. Dess larver lever av från djurriket härstammande ämnen i fågel- och däggdjursbon. De orsakar skada inomhus genom att angripa till exempel uppstoppade djur och pälsverk.